# نوآ بین
نوآه بان (انگلیسی: Noah Bean؛ زادهٔ ۲۰ اوت ۱۹۷۸) یک هنرپیشه اهل ایالات متحده آمریکا است.
او در فیلم شکوه صبح و انحنا بازی کرده‌است.